# Blaudés
Blaudés (en francès Blaudeix) és una localitat i comuna de França, a la regió de la Nova Aquitània, departament de la Cruesa. La seva població al cens de 1999 era de 97 habitants. Està integrada a la Communauté de communes du Carrefour des Quatre Provinces.

## Demografia
| 1968 | 1975 | 1982 | 1990 | 1999 |
| ---- | ---- | ---- | ---- | ---- |
| 145  | 103  | 105  | 104  | 97   |

## Administració
| Període   | Identitat        | Partit |
| --------- | ---------------- | ------ |
| 2001-2008 | Fernand Bergeron |        |
| 2008-     | Gérard Hesbois   |        |